# Países Bajos de los Habsburgo
Los Países Bajos de los Habsburgo es un término que describe a la entidad geopolítica que abarcaba a los territorios de la región de los Países Bajos (Nederlanden; Lage Landen) y que estuvieron de forma bastante continuada vinculados a la dinastía Habsburgo entre 1477 a 1794. 
En ese espacio de tiempo estos territorios fueron gobernados por el titular del ducado de Borgoña entre 1477-1516, pero entre 1516-1711, lo estuvieron por el rey de España, y después de la Guerra de Sucesión por los archiduques de Austria estando representados por un gobernador. En 1581 se independizaron los territorios del norte, constituyendo las Provincias Unidas, entre 1598-1621 fueron segregados de España pero vinculados a la casa de Habsburgo, en 1706 fueron ocupados por los aliados durante la Guerra de Sucesión, y en 1790 formaron los Estados Unidos de Bélgica. Finalmente el territorio fue conquistado en 1794 y anexado a Francia al año siguiente.

## Orígenes y estabilización territorial
Después de la muerte del duque borgoñón Carlos el Temerario en la batalla de Nancy sin descendencia masculina, el rey Luis XI de Francia, aprovechando la coyuntura de esta muerte inesperada, se apoderó del ducado de Borgoña y lo anexionó al dominio real, sobre la base de que los infantados se habían reglamentado de forma que al agotarse la descendencia masculina debían incorporarse a la Corona, además del Condado de Borgoña, Artois y Picardía, a su ahijada y heredera de Carlos, la duquesa María. De esta forma, la duquesa tuvo que aceptar la restitución de los privilegios suprimidos en los Países Bajos por el Gran Privilegio en febrero de 1477, lo que destruía la labor centralizadora de los dos duques anteriores, Felipe el Bueno y Carlos el Temerario. Para contrarrestar la ofensiva francesa, se casó en agosto de 1477 con el archiduque de Austria y futuro emperador Maximiliano I, de la Casa de Habsburgo, vinculación que duraría tres siglos.
En 1482, murió la duquesa y su heredero Felipe era de menor de edad, y dado que en la guerra no había progresos, y su viudo Maximiliano hallaba discutida su autoridad en los Países Bajos, acordó el Tratado de Arrás con el rey Luis XI, por el que reconocía al rey francés la posesión del ducado de Borgoña (revertido al dominio real al extinguirse el apanage), Picardía (ocupada por Carlos el Temerario desde 1472), y la posesión del condado de Borgoña y Artois como dote del matrimonio de su hija Margarita con el delfín Carlos. Luis XI murió al año siguiente y debido a que la regente de Francia, Ana, anuló el acuerdo matrimonial y que el rey Carlos VIII de Francia tenía proyectos de invasión de Italia, se firmó finalmente la paz en el Tratado de Senlins (1493), devolviendo los franceses el Franco Condado y Artois a los borgoñones, y aceptando los borgoñones la suzeranía francesa sobre Artois y Flandes. 
En 1493 Felipe el Hermoso ya era mayor de edad y su intitulación en 1495 muestra sus posesiones territoriales en los Países Bajos:

Phelipe par la grace de Dieu Archiduc d'Ausriche, Duc de Bourgoingne, de Lothor, de Brabant, de Stiere, de Carinte, de Carniole, de Lemberg, de Lucembourg & de Gheldres; Conte de Habsbourgh, de Flandres, de Tyrol, d'Artois, de Bourgoingne Palatin & de Hoynnau, Lantgrave d'Elsace, Marquis de Bourgaubb & du Saint Empire; de Hollande, de Zeelande, de Ferette, de Kiburg, de Namur, & de Zutphen Conte, Seignure de Frese, sur la Marche de Sclanonie, de Portenaub, de Salins, & de Malines

Con la excepción de Artois y Flandes (que eran feudos franceses), el resto de territorios resaltados con letra negrita y cursiva pertenecían al Imperio.
Con su matrimonio con la hija de los Reyes Católicos y futura reina Juana I, posibilitó la vinculación de los territorios borgoñones (incluyendo a los Países Bajos) con los españoles. 
Con su sucesor, Carlos, futuro rey de España y emperador, se produjo la consolidación y organización de los distintos territorios de los Países Bajos dentro de la Monarquía Hispánica.
A nivel territorial, en 1521 conquistó la ciudad de Tournai, que se incorporó a Flandes, en 1523/1524 después de años de guerra, fue aceptado como señor de Frisia (tras comprar sus derechos al duque Jorge el Barbudo de Sajonia-Meissen en 1515), en 1528 compró el obispado de Utrecht (que incluía a  Utrecht y Overijssel) por los tratados de Schoonhoven y Gorinchem, en 1536 conquistó Groninga con Ommelanden y Drente, y en 1543 el ducado de Güeldres con Zutphen por el Tratado de Venlo, en este año el emperador también se anexiona Cambrai (ocupada por Francia entre 1581-1595). Con lo que llegó a controlar casi la totalidad de los territorios de la región de los Países Bajos, con la excepción del Obispado de Lieja y la abadía de Stavelot-Malmedy.
A nivel institucional, En 1529, el emperador Carlos V acordó la Paz de Cambrai con el rey de Francia Francisco I, por la que el rey de Francia renunciaba a la suzeranía sobre los condados de Flandes y Artois. Finalmente, en 1549, estableció en la Pragmática Sanción que los territorios de los Países Bajos formarían una entidad territorial indivisible, las Diecisiete Provincias, que se heredaría por el mismo monarca (Señor de los Países Bajos: Heer der Nederlanden). 

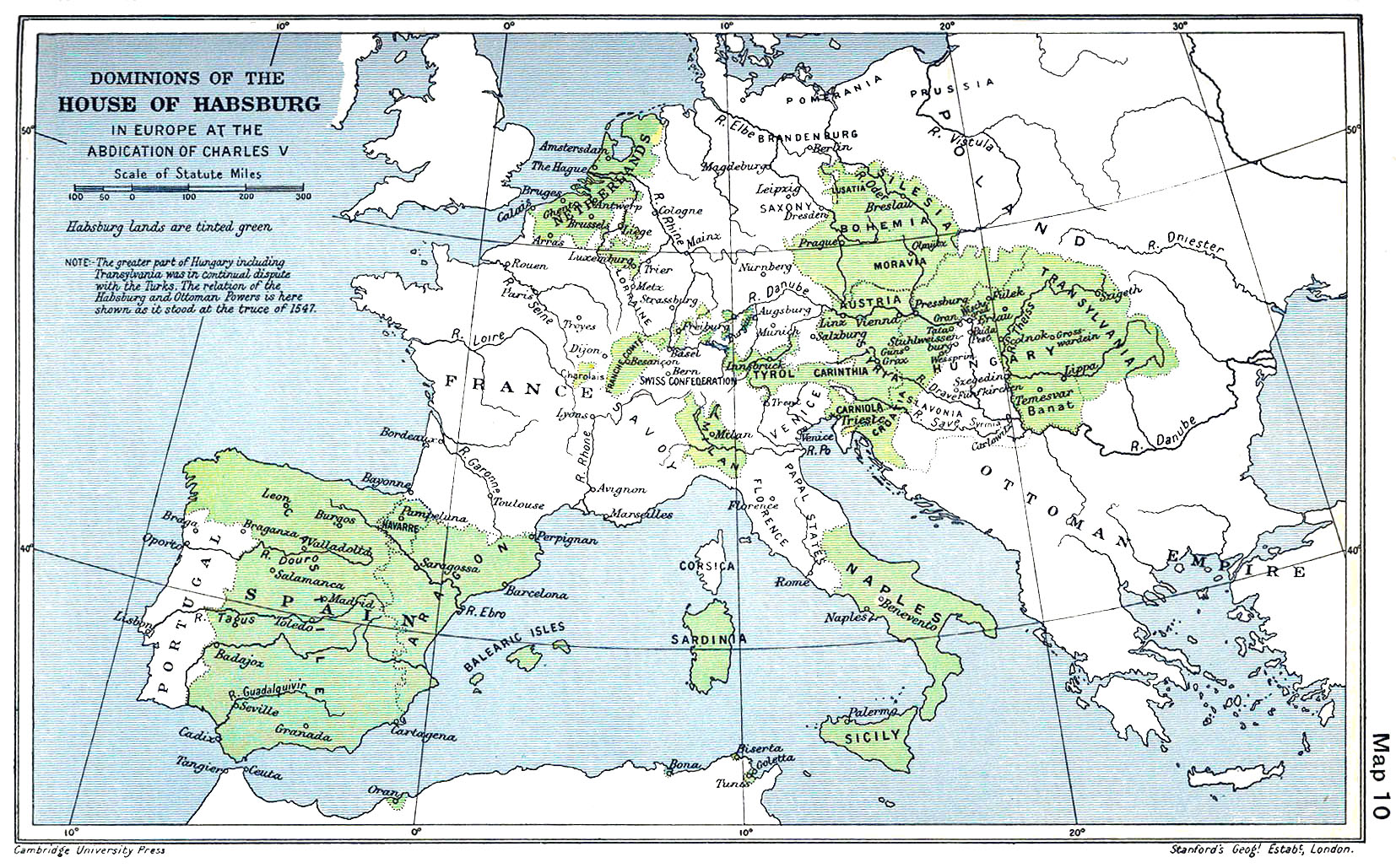
Mapa de los territorios de los Habsburgo (en verde) después de la batalla de Mühlberg (1547), reseñado en el Cambridge Modern History Atlas (1912)

## Diecisiete Provincias
La denominación señor de los Países Bajos es una forma descriptiva de designar al soberano de los territorios de las Diecisiete Provincias, y que englobaba los títulos de Duque de Brabante y Lotaringia, Limburgo, Luxemburgo y Güeldres, Conde de Flandes, Artois, Henao, Holanda, Zelanda, Namur y Zutphen, Margrave del Sacro Imperio Romano, Señor de Frisia, Malinas, y de las ciudades, pueblos y tierras de Utrech, Overijssel y Groninga. 
| Escudo                | Nombre                | Observaciones |
| --------------------- | --------------------- | --- |
| Diecisiete Provincias |                       | |
|                       | Condado de Holanda    | Territorio integrado en las Provincias Unidas en 1581. |
|                       | Condado de Zelanda    | Vinculado al Condado de Holanda. Territorio integrado en las Provincias Unidas en 1581.                                                                               |
|                       | Condado de Flandes    | |
|                       | Condado de Artois     | Cedido definitivamente a Francia en 1659 por el Tratado de los Pirineos con las excepciones de Aire-sur-la-Lys y Saint-Omer, cedidas en el Tratado de Nimega en 1678. |
|                       | Condado de Henao      | |
|                       | Condado de Namur      | |
|                       | Condado de Zutphen    | Vinculado al Ducado de Güeldres. Territorio integrado Provincias Unidas en 1581, recuperado por España en 1583 y reintegrado en 1591.                                 |
|                       | Ducado de Brabante    | Parte del territorio, Brabante Septentrional, pasó a las Provincias Unidas. A lo largo guerra Ochenta Años.                                                           |
|                       | Ducado de Luxemburgo  | |
|                       | Ducado de Limburgo    | Vinculado al ducado de Brabante. |
|                       | Ducado de Güeldres    | Territorio integrado en las Provincias Unidas en 1581; excepto el Cuarto Superior. (Roermond, Geldern, Venlo, Erkelenz)                                               |
|                       | Señorío de Overijssel | En latín Transisulania. Incluía Drente (mapa de 1658). Territorio integrado en las Provincias Unidas en 1591.                                                         |
|                       | Señorío de Groninga   | Territorio integrado completamente en las Provincias Unidas en 1594.                                                                                                  |
|                       | Señorío de Frisia     | Territorio integrado en las Provincias Unidas en 1581. |
|                       | Señorío de Utrech     | Territorio integrado en las Provincias Unidas en 1581. |
|                       | Señorío de Malinas    | Vinculado al Ducado de Brabante. Territorio de las Provincias Unidas entre 1581-1585                                                                                  |
|                       | Marquesado de Amberes | Vinculado al ducado de Brabante. Perdida por las Provincias Unidas en 1585                                                                                            |

El 25 de octubre de 1555, el emperador Carlos V renunció en su hijo Felipe la jefatura de la Orden del Toisón de oro, el ducado de Borgoña y por tanto, los 17 territorios de los Países Bajos.
Dentro de la monarquía hispánica, los Países Bajos ofrecían una buena vitalidad económica, con una asentada clase mercantil. Así que los intentos de incrementar los impuestos para sufragar las guerras, la defensa de sus privilegios y la difusión del calvinismo creó un foco de resistencia que condujo a la rebelión general en la zona contra la política española. 
En 1568, comenzó la rebelión en los Países Bajos, que daría lugar a la guerra de los Ochenta Años. El 5 de enero de 1579, los católicos formaron la Unión de Arras: las provincias de Artois, Hainaut, y parte de Flandes (Lille, Douai y Orchies). Los protestantes en contraposición constituyeron el 23 de enero la Unión de Utrecht: Holanda, Zelanda, Utrech, Güeldres, Groniga, y posteriormente ciudades de Brabante y Flandes.
El 26 de julio de 1581, las provincias de Brabante, Güeldres, Zutphen, Holanda, Zelanda, Frisia, Malinas y Utrech, anularon en los Estados Generales, su vinculación con el rey de España Felipe II, por el Acta de abjuración, y eligieron como soberano a Francisco de Anjou. 
Pero Felipe II no renunció a esos territorios, y el gobernador de los Países Bajos Alejandro Farnesio, inició la contraofensiva y recuperó a la obediencia del rey de España Felipe II gran parte del territorio, especialmente tras el asedio de Amberes, pero parte de ellos se volvieron a perder tras la campaña de Mauricio de Nassau. La última ciudad del sur en manos de las Provincias Unidas, Ostende, sería tomada por los españoles en 1604.
Antes de la muerte del rey de España en septiembre, el territorio de los Países Bajos, en teoría las diecisiete provincias, no pasó a su hijo Felipe III, sino conjuntamente a su hija Isabel Clara Eugenia y su yerno el archiduque Alberto de Austria por el Acta de Cesión del 6 de mayo de 1598.

## Países Bajos Españoles
Los tratados de paz con Francia (1598) y con Inglaterra (1604) y el agotamiento por la guerra llevaron al establecimiento de la tregua de los doce años. 
En la práctica los territorios del norte formaban las Provincias Unidas: Holanda, Zelanda, Utrecht, Güeldres (con Zutphen), Overijssel (con Drente), Frisia y Groniga, además de los territorios de la Generalidad (partes de Brabante, Flandes y Limburgo). Y los territorios del sur bajo la soberanía de los Habsburgo, formaron los Países Bajos españoles: Flandes, Artois, Henao, Namur, Luxemburgo, Brabante, Amberes, Malinas, Limburgo.  Esto se reflejó en los Estados Generales ya que en la parte norte se establecieron en La Haya y en la parte sur en Bruselas.
De esta manera por el Acta de Abjuración de 1581 y la Tregua de los doce años de 1609 se formaron dos entidades políticas: al norte, las Provincias Unidas y al sur los Países Bajos españoles. 
Con la Tregua con las provincias del Norte, los archiduques Alberto e Isabel Clara Eugenia emprendieron una política de reparación y reorganización interna, protegiendo las artes, las ciencias, así como el comercio y la agricultura, además su Edicto Perpetuo de 12 de julio de 1611 conforma el primer código legal belga. No obstante, aunque independientes los Países Bajos permanecieron dentro de la esfera de influencia española.
En 1621, murió el archiduque Alberto sin haber tenido descendencia, y por el Acta de Cesión de 1598, la pretendida soberanía sobre las 17 provincias (de hecho la parte sur solamente), pasó al rey de España y sobrino de Isabel Clara Eugenia, Felipe IV, lo que coincidió con el final de la tregua, y el comienzo tres años antes de la guerra de los Treinta Años. 
Finalmente, tras una guerra infructuosa, el 30 de enero de 1648, en el tratado de Münster, España reconoció la total independencia de la República de las Provincias Unidas y el rey eliminó de su intitulación Conde de Holanda, Zelanda y Zutphen, Señor de Frisia y de las ciudades, pueblos y tierras de Utrech, Overijssel y Groninga.
Una vez acabadas las guerras entre las Provincias Unidas y los Países Bajos españoles, ambos territorios se aliaron en contra de la política expansionista del rey de Francia Luis XIV:
- En el Tratado de los Pirineos (1659), que finalizó la guerra de los Treinta Años con Francia (iniciada en 1635), se cedieron el condado de Artois (salvo Aire y Saint-Omer) y partes de Flandes (Bourbourg, Gravelinas, Saint-Venant), Luxemburgo (Damvillers, Montmédy, Thionville) y Henao (Avesnes-sur-Helpe, Landrecies, Le Quesnoy). Además de Philippeville, que junto con el fuerte de Mariembourg (Couvin), quedaron como enclaves franceses en territorio español.
- En el Tratado de Aquisgrán (1668), que finalizó la guerra de Devolución (1667-1668), se perdieron plazas fuertes del Flandes francés (Lille, Bergues, Furnes, Armentières, Cortrique, Douai, Menen, Oudenaarde, Charleroi y Binche).
- En el Tratado de Nimega (19 de septiembre de 1678), que finalizó la guerra franco-holandesa (1672-1678) se cedieron plazas en los Países Bajos (Cassel, Bailleul, Ypres, Wervik, Warneton, Cambrai, Bouchain, Condé-sur-l'Escaut, Bavay).
- En la tregua de Ratisbona (15 de agosto de 1684), que interrumpió la guerra de las Reuniones motivada por las Cámaras de reunión,[19] se perdió Luxemburgo tras una guerra de varios meses.[20]
- Por la Tratado de Rijswijk (20 de septiembre de 1697), que finalizó la guerra de los Nueve Años, se recuperaron los territorios perdidos tras la paz de Nimega, como las plazas de Mons, Luxemburgo, Cortrique, Chimay, Charleroi, Binche, Poperinge...; dado que el monarca francés tenía interés en que su familia heredase todos los territorios de la monarquía hispánica.

A la muerte del rey de España Carlos II, el rey de Francia Luis XIV proclamó a su nieto como Felipe V, de acuerdo con el testamento del rey difunto; pero su política expansiva provocó el temor en Europa y se originó la guerra de sucesión española, y gran parte de los Países Bajos fueron conquistados por las fuerzas de la Gran Alianza de La Haya a partir de la batalla de Ramillies. Quedando poco más que Mons (hasta el 22 de octubre de 1709), Namur y Luxemburgo en poder borbónico.  
Dado que el elector de Baviera Maximiliano II había perdido sus territorios bávaros tras la batalla de Höchstädt (1704), y el subsiguiente Tratado de Ilbesheim, el rey Luis XIV convenció a su nieto Felipe V para que cediera los Países Bajos al elector desposeído de Baviera, lo que hizo el 22 de junio de 1711 y volvió a confirmar el 2 de enero de 1712.

## Países Bajos austríacos

Los Países Bajos austríacos (en amarillo pálido) y el Obispado de Lieja (en gris).

Tras la Guerra de Sucesión, en los tratados de Utrecht y Rastadt-Baden, el rey de Francia perdió Tournai, Furnes, Ypres, Menin y recuperó Lille, Aire, Béthune, Orchies y Saint Venant mientras que el elector de Baviera recuperó su electorado y los Países Bajos volvieron a la soberanía de los Archiduques de Austria, esto es, se reintegraron de nuevo a la Casa de Habsburgo, y los territorios pasaron a denominarse como Países Bajos austriacos.
Durante el periodo austriaco se llevó a cabo una labor centralizadora, que derivó en la implantación del francés como lengua administrativa, y también un auge industrial y en las artes y ciencias. 
No obstante, la política centralizadora del emperador José II en contra de los antiguos privilegios, llevó a la rebelión general en 1788, la Revolución brabanzona, que como dos siglos antes, se declararon independientes y formaron los Estados Unidos de Bélgica (11 de enero de 1790), en una declaración signada por Brabante, Güeldres, Flandes, Flandres occidental, Henao, Namur, Tournai, Tournaisis y Malinas, pero no Luxemburgo A fines de 1790, el poder imperial lo restauró el emperador Leopoldo II.

## Anexión francesa
En 1792, durante las Guerras Revolucionarias Francesas, el ejército revolucionario francés venció al austríaco en la batalla de Jemappes y conquistó los territorios de los Países Bajos meridionales, pero la victoria austríaca en Neerwinden en 1793 puso en retirada al ejército francés.
Finalmente en 1794, los franceses obtuvieron la victoria en la batalla de Fleurus y los austríacos se retiraron de nuevo de los Países Bajos.
El 1 de octubre de 1795, la Convención Nacional anexionó los Países Bajos y el Obispado de Lieja. Y la pérdida de territorios fue reconocida por Austria en el Tratado de Campo Formio, el 17 de octubre de 1797.

## Soberanos de los Países Bajos
| Imagen | Nombre                                    | Soberano desde           | Soberano hasta           |
| ------ | ----------------------------------------- | ------------------------ | ------------------------ |
|        | Carlos I de España                        | 4 de noviembre de 1549   | 25 de octubre de 1555    |
|        | Felipe II de España                       | 25 de octubre de 1555    | 6 de mayo de 1598        |
|        | Isabel Clara Eugenia y Alberto de Austria | 6 de mayo de 1598        | 13 de julio de 1621      |
|        | Felipe IV de España                       | 13 de julio de 1621      | 17 de septiembre de 1665 |
|        | Carlos II de España                       | 17 de septiembre de 1665 | 1 de noviembre de 1700   |
|        | Felipe V de España                        | 16 de noviembre de 1700  | 22 de junio de 1711      |
|        | Maximiliano II de Baviera                 | 22 de junio de 1711      | 7 de septiembre de 1714  |
|        | Carlos VI de Alemania                     | 7 de septiembre de 1714  | 20 de octubre de 1740    |
|        | María Teresa de Austria                   | 20 de octubre de 1740    | 29 de noviembre de 1780  |
|        | José II de Alemania                       | 29 de noviembre de 1780  | 20 de febrero de 1790    |
|        | Leopoldo II de Alemania                   | 20 de febrero de 1790    | 1 de octubre de 1795     |